# Mosin-Nagant
Mosin-Nagant er et repetergevær med et magasin med fem skud, som blev anvendt af de væbnede styrker i Rusland, Sovjetunionen, Finland, Kina og en række lande i Warszawapagten. Det var det første gevær, som brugte 7.62x54mmR-ammunition. Geværet blev brugt ved fronten i forskellige udgaver fra 1891 til 1960'erne i mange østeuropæiske lande, hvor snigskytteudgaven blev erstattet af SVD-riflen. Mosin-Nagant-riflen bruges stadig i mange konflikter på grund af dens hårdførhed og det store antal, der blev fremstillet under 2. verdenskrig.

## Historie

### Oprindelige design og tjeneste
Under den Russisk-tyrkiske krig (1877-1878) var de russiske tropper fortrinsvis bevæbnet med Berdan-enkeltskudsrifler imod tyrkerne med Winchester-repetergeværer, hvilket resulterede i alarmerende ulige tabstal. Det understregede behovet for at få moderniseret den russiske hær. Den russiske hovedadministration for artilleri påtog sig opgaven med at producere et magasinfødet flerskudsvåben i 1882. Efter at det var mislykkedes at modificere Berdan-systemet, så det kunne opfylde de nye krav, blev der nedsat en særlig kommission, der skulle afprøve nye modeller af magasingeværer.
Sergej Ivanovitj Mosin, en ung kaptajn i den russiske hær, indsendte sin "3-linje"-kaliber (0,30 kal., 7,62 mm) riffel i 1889 sammen med et 3,5-linje-design af Léon Nagant, en belgier. Da afprøvningerne sluttede i 1891, foretrak alle enheder, der havde testet geværerne, Nagants design, og kommissionen besluttede med 14 mod 10 at godkende det. Imidlertid var der mere indflydelsesrige officerer, som pressede på for, at man valgte det indenlandske design, hvilket resulterede i et kompromis. Mosins riffel blev brugt med en fødemekanisme designet af Nagant. Således kom 3-linje-geværet, Model 1891, som var dens officielle betegnelse dengang, til verden.
Produktionen begyndte i 1892 på våbenfabrikker i Tula, Isjevsk og Sestroretsk. På grund af den begrænsede kapacitet på disse fabrikker og den nyligt indgåede fransk-russiske alliance blev der bestilt 500.000 geværer på den franske våbenfabrik Manufacture Nationale d'Armes de Châtellerault.
Ved udbruddet af den russisk-japanske krig i 1904 var der leveret op imod 3,8 millioner geværer til hæren. De første reaktioner fra enheder udstyret med riflen var blandede, hvilket formentlig skyldtes dårlig vedligeholdelse af dårligt trænede infanterister, der var vant til at bruge Berdan-rifler.
Mellem indførelsen af det endelige design i 1891 og 1910 blev der lavet en række varianter og modifikationer af eksisterende geværer.

### Første verdenskrig
Ved udbruddet af 1. verdenskrig blev produktionen indskrænket til at omfatte M1891 dragon- og infanterimodellerne af hensyn til forenkling. På grund af en desperat mangel på våben og mangler ved den indenlandske industri, som fortsat var på udviklingsstadiet, afgav den russiske regering en ordre på 1,5 mio. M1891 infanterigeværer fra Remington Arms og yderligere 1,8 millioner fra New England Westinghouse i USA. Nogle af disse geværer nåede ikke at blive leveret inden Oktoberrevolutionen og den efterfølgende Brest-Litovsk-fred, som afsluttede krigen mellem Centralmagterne og Rusland.
De af geværerne, der var i Storbritannien, blev brugt til bevæbning af den amerikanske og britiske ekspeditionsstyrke, som blev sendt til Nordrusland i 1918 og 1919. De geværer, der fortsat var i USA, endte med at blive brugt som uddannelsesvåben i den amerikanske hær. Nogle blev brugt til at udruste de amerikanske National Guard, SATC (Student Army Training Corps) og ROTC (Reserve Officer Training Centre) enheder. Med betegnelsen "U.S. Rifle, 7.62mm, Model of 1916", var de blandt de mest obskure amerikanske tjenestevåben. I 1917 blev 50.000 af disse våben sendt via Vladivostok til udrustning af de Tjekkoslovakiske legioner i Sibirien til hjælp i deres forsøg på at sikre en gennemgang til Frankrig.
Mosin-Nagants blev erobret i stort tal af tyske og østrigske styrker og blev anvendt i begge hæres styrker bag fronten og i den kejserlige marine. Mange af disse våben blev solgt til Finland i 1920'erne.

### Mellemkrigstiden
Under den russiske borgerkrig blev der fortsat fremstillet infanteri- og dragon-versioner om end i drastisk lavere antal. Geværet blev i vidt omfang anvendt af bolsjevikkerne og deres allierede og den Hvide Hær. I 1924, efter at den Røde Hær havde sejret, blev der nedsat en komite, som skulle modernisere geværet, som på det tidspunkt havde været i tjeneste i over 3 årtier. Denne indsats førte til udvikling af model 1891/1930-geværet baseret på den originale dragon-version.
Finland, der havde været et Storhertugdømme i det russiske imperium indtil 1917, havde længe brugt Mosin-Nagant i sit militær. Det blev brugt i den kortvarige Finske borgerkrig og blev indført som den nye republiks militære tjenesteriffel. Finland fremstillede adskillige varianter af Mosin-Nagant. Finnerne brugte også en del erobrede M91 og M91/30 med små ændringer. Resultatet var, at geværet blev brugt på begge sider i Vinterkrigen og Fortsættelseskrigen under 2. verdenskrig. Finske Mosin-Nagants blev fremstillet af SAKO, Tikkakoski og VKT, hvoraf nogle var med løb, som var importeret fra Schweiz og Belgien.
Hertil kom, at sådanne rifler blev sendt af Sovjetunionen som våbenhjælp til de republikanske (regeringstro) styrker i den spanske borgerkrig.

### 2. verdenskrig
Da Sovjetunionen blev invaderet af Tyskland i 1941, var Mosin-Nagant standardvåbenet, der blev udleveret til sovjetiske tropper. Som følge heraf blev der fremstillet og anvendt millioner af disse rifler under 2. verdenskrig, da den største hær i verdenshistorien blev mobiliseret.
Mosin-Nagant blev tilpasset til at være snigskytteriffel i 1932 og blev udleveret til sovjetiske snigskytter. Den fik en ganske fremtrædende rolle i de brutale bykampe på Østfronten, såsom i Stalingrad, som gjorde snigskytter som Vasilij Zajtsev og Ljudmila Pavlitjenko til helte. Snigskytteriflerne blev højt respekteret for at være robuste, pålidelige, præcise og lette at vedligeholde. Finlands hær anvendte også Mosin-Nagant som snigskytteriffel og med lignende succes. F.eks. er Simo Häyhä tilskrevet at have dræbt mindst 505 sovjetiske soldater med sin M28 Mosin-Nagant.
Ved krigens slutning var der blevet fremstillet ca. 17,4 mio. M91/30-rifler.

### Stigende brug verden over
I årene efter 2. verdenskrig indstillede Sovjetunionen produktionen af alle Mosin-Nagants og trak dem tilbage fra enhederne til fordel for SKS-serien af karabiner og senere AK-serien af rifler. Trods det, at den i stigende grad var forældet, blev Mosin-Nagant fortsat brugt i Østblokken og resten af Verden i mange årtier. Mosin-Nagant-rifler og -karabiner blev brugt på mange fronter i den kolde krig fra Korea og Vietnam til Afghanistan og langs Jerntæppet i Europa. De blev ikke kun brugt som våben til reserverne, men også til infanteri i frontlinjen.
Næsten alle lande, som fik militær støtte fra Sovjetunionen, Kina og Østeuropa under den kolde krig, brugte Mosin-Nagants på et eller andet tidspunkt. Mellemøstlige lande indenfor den sovjetiske indflydelsessfære, såsom Egypten, Syrien, Irak og palæstinensiske guerillabevægelser, modtog dem udover mere moderne våben. Mosin-Nagants er også blevet anvendt af Mujahedin i Afghanistan under den sovjetiske okkupation af landet i 1970'erne og 1980'erne. Deres brug i Afghanistan fortsatte langt ind i 1990'erne og det 21. århundrede i styrker under Den Nordlige Alliance.
Selv efter Sovjetunionens sammenbrud finder man ofte Mosin-Nagants på moderne slagmarker rundt omkring i Verden. De bruges bl.a. af oprørere i Irak og Afghanistan. Tjetjenske separatister har også brugt disse rifler sammen med mere moderne russiske våben.

## Eksterne links
- Mosin-Nagant.net Arkiveret 21. februar 2014 hos  Wayback Machine
- 7.62x54R.net Arkiveret 16. december 2006 hos  Wayback Machine
- Russian-Mosin-Nagant.Com
- Modern Firearms Arkiveret 29. september 2007 hos  Wayback Machine
- The Mosin-Nagant rifle – en billedguide Arkiveret 5. juli 2008 hos  Wayback Machine
- Global Security side om Mosin-Nagant
- Koreakrigs website – Mosin-Nagant M-1891/1930 snigskytteriffel Arkiveret 2. februar 2009 hos  Wayback Machine
- Koreakrigs website – Mosin-Nagant M-1944 karabin Arkiveret 4. december 2008 hos  Wayback Machine